# American Horror Story: NYC
American Horror Story: NYC es la undécima temporada de la serie de televisión de antología de terror de FX, American Horror Story, creada por Ryan Murphy y Brad Falchuk, que se estrenó el 19 de octubre de 2022. El 29 de septiembre de 2022, se reveló que el título de la temporada sería NYC.
Los miembros del reparto que regresan de temporadas anteriores incluyen a Billie Lourd, Isaac Cole Powell, Zachary Quinto, Sandra Bernhard, Patti LuPone, Denis O'Hare, Leslie Grossman, Rebecca Dayan, Nico Greetham y Dot-Marie Jones.

## Elenco y personajes

### Principales
- Russell Tovey como Patrick Read[2]
- Joe Mantello como Gino Barelli[3]
- Billie Lourd como la Dra. Hannah Wells[3]
- Denis O'Hare como Henry Grant «Velvet Touch»[4]
- Charlie Carver como Adam Carpenter[3]
- Leslie Grossman como Bárbara Read[2]
- Sandra Bernhard como Fran[3]
- Isaac Cole Powell como Theo Graves[3]
- Zachary Quinto como Sam[3]
- Patti LuPone como Kathy Pizazz[3]

### Recurrentes
- Jeff Hiller como el Sr. Whitely
- Kyle Beltrán como Morris
- Clara McGregor como KK
- Quei Tann como Lita
- Brian Ray Norris como Detective Mulcahey
- Kal Penn como jefe de detectives Mac Marzara[5]
- Rebecca Dayan como Alana[5]
- Casey Thomas Brown como Hans Henkes
- Hale Appleman como Daniel Kanowicz
- Gideon Glick como Cameron Dietrich[6]
- Matthew William Bishop como Big Daddy
- Danny Kornfeld como Billy

### Invitados
- Lee Aaron Rosen como Capitán Ross
- Jared Reinfeldt como John «Sully» Sullivan
- Danny García como Jefe Manney
- Taylor Bloom como Stewart
- Sis como Dunaway
- Hannah Jane McMurray como Shachath, el ángel de la muerte.
- Ralph Adriel Johnson como Frankie Del Ríos
- Alexandre Bagot como Tom
- Kieran Brown como Patrick Read (joven)
- Chris Henry Coffey como el padre de Patrick
- Dot-Marie Jones[6]
- Nico Greetham como Dennis Calliope[7]

## Episodios
| N.º en serie | N.º en temp. | Título                       | Dirigido por   | Escrito por                             | Fecha de emisión original | Código de prod. | Audiencia (millones) |
| --- | ------------ | ---------------------------- | -------------- | --------------------------------------- | ------------------------- | --------------- | -------------------- |
| 114 | 1            | «Something's Coming»         | John J. Gray   | Ryan Murphy y Brad Falchuk              | 19 de octubre de 2022     | BATS01          | 0,38                 |
| En 1981, el reportero local del New York Native, Gino Barelli, presiona a su novio, el detective Patrick Read, para obtener información sobre una serie de asesinatos que apuntan a hombres gay. Patrick se niega a ser la fuente de Gino por miedo a ser descubierto en la fuerza policial. Más tarde, en un bar que Gino cree que frecuenta el asesino, el coleccionista de arte surrealista Henry le cuenta a Gino sobre un cliente habitual sospechoso con una afición por los Mai Tais. Después de eso, Gino es drogado y capturado por un agresor desconocido. Mientras tanto, el compañero de cuarto de Adam Carpenter desaparece en Central Park y un hombre vestido de cuero lo acecha. Adam encuentra una foto del hombre y busca al fotógrafo, Theo Graves. Theo asegura a Adam que el hombre de la foto, Big Daddy, ha estado muerto durante dos años. En Fire Island, en un esfuerzo por contener un nuevo virus descubierto por la Dra. Hannah Wells, los policías estatales disparan y matan a una manada de ciervos. |              |                              |                |                                         |                           |                 |                      |
| 115 | 2            | «Thank You for Your Service» | Max Winkler    | Ned Martel, Charlie Carver y Manny Coto | 19 de octubre de 2022     | BATS02          | 0,28                 |
| El secuestrador de Gino, el Sr. Whitely, lo libera después de notar el tatuaje de Marine de Gino. Al día siguiente, el Sr. Whitely visita la oficina de la Dra. Wells angustiado por una erupción incurable. Gino le cuenta a Adam sobre su captura y enfatiza que la policía no les ayudará. Adam lo convence de establecer un número de teléfono para que la gente llame con pistas. Preocupada por los asesinatos, la exesposa de Patrick, Bárbara, le presenta a Gino una caja de equipo BDSM que Patrick mantenía oculta. La policía acosa a Adam por los volantes que critican a la fuerza por su inacción. Esa noche, Adam tiene experiencias ominosas en el metro y en una fiesta en un almacén. Gino y Patrick van a un bar de cuero para buscar al asesino. El Sr. Whitely le pide a un hombre un Mai Tai, lo apuñala en el cuello y desaparece. Fran, la recién contratada escritora de Native, se reúne con la Dra. Wells y afirma que el gobierno de los Estados Unidos es responsable del virus. El novio de Theo, Sam, un rico curador de arte erótico, mantiene a un joven cautivo en una jaula. La policía descubre partes del cuerpo de las víctimas en un callejón colgadas en ganchos para carne. |              |                              |                |                                         |                           |                 |                      |
| 116 | 3            | «Smoke Signals»              | John J. Gray   | Brad Falchuk y Manny Coto               | 26 de octubre de 2022     | BATS03          | 0,38                 |
| 117 | 4            | «Black Out»                  | Jennifer Lynch | Ned Martel y Charlie Carver             | 26 de octubre de 2022     | BATS04          | 0,28                 |
| 118 | 5            | «Bad Fortune»                | París Barclay  | Our Lady J y Jennifer Salt              | 2 de noviembre de 2022    | BATS05          | 0,27                 |
| 119 | 6            | «The Body»                   | John J. Gray   | Brad Falchuk, Manny Coto y Our Lady J   | 2 de noviembre de 2022    | BATS06          | 0,19                 |
| 120 | 7            | «The Sentinel»               | París Barclay  | Our Lady J y Manny Coto                 | 9 de noviembre de 2022    | BATS07          | 0,27                 |
| 121 | 8            | «Fire Island»                | Jennifer Lynch | Ned Martel, Charlie Carver y Our Lady J | 9 de noviembre de 2022    | BATS08          | 0,15                 |
| 122 | 9            | «Réquiem 1981/1987 Part 1»   | Our Lady J     | Our Lady J                              | 16 de noviembre de 2022   | BATS09          | 0,28                 |
| 123 | 10           | «Réquiem 1981/1987 Part 2»   | Jennifer Lynch | Ned Martel y Charlie Carver             | 16 de noviembre de 2022   | BATS10          | 0,19                 |